# Jayna Hefford
Temple de la renommée : 2018
Jayna Hefford (née le 14 mai 1977 à Trenton dans la province de l'Ontario au Canada) est une joueuse canadienne de hockey sur glace qui a évolué dans la ligue élite féminine en tant qu'attaquante. .
Avec l'équipe du Canada de hockey sur glace féminin, elle est sextuple championne du monde (1997, 1999, 2000, 2001, 2004 et 2007) et vice-championne en 2005, 2008 et 2009. Elle remporte par quatre fois la médaille d'or olympique, en 2002 à Salt Lake City, en 2006 à Turin, en 2010 à Vancouver et en 2014 à Sotchi, ainsi que la médaille d'argent en 1998 à Nagano.
Le 26 juin 2018, elle est admise au Temple de la renommée du hockey . En suivant, elle reprend le poste de commissaire de la Ligue canadienne de hockey féminin par intérim à la suite du départ de Brenda Andress . En 2019, elle reçoit l'Ordre du hockey au Canada . Elle est la vice-présidente des opérations hockey de la LHPF depuis 2023 .

## Statistiques

### En club
| Saison                  | Équipe                  | Ligue                   |     | Saison régulière | Saison régulière | Saison régulière | Saison régulière | Saison régulière |    | Séries éliminatoires | Séries éliminatoires | Séries éliminatoires | Séries éliminatoires | Séries éliminatoires |
| Saison                  | Équipe                  | Ligue                   | PJ  | B                | A                | Pts              | Pun              | PJ               | B  | A                    | Pts                  | Pun                  |                      |                      |
| 1996-1997               | Lady Blues de Toronto   | U Sports                | 12  | 13               | 11               | 34               | 8                | -                | -  | -                    | -                    | -                    |                      |                      |
| 1998-1999               | Thunder de Brampton     | LNHF (1999-2007)        | 27  | 34               | 19               | 53               | 30               | -                | -  | -                    | -                    | -                    |                      |                      |
| 1999-2000               | Thunder de Brampton     | LNHF (1999-2007)        | 31  | 25               | 31               | 56               | 53               | -                | -  | -                    | -                    | -                    |                      |                      |
| 2000-2001               | Thunder de Brampton     | LNHF (1999-2007)        | 27  | 30               | 29               | 59               | 34               | 4                | 2  | 3                    | 5                    | 10                   |                      |                      |
| 2001-2002               | Thunder de Brampton     | LNHF (1999-2007)        | -   | -                | -                | -                | -                | 4                | 5  | 3                    | 8                    | 6                    |                      |                      |
| 2002-2003               | Thunder de Brampton     | LNHF (1999-2007)        | 28  | 32               | 23               | 55               | 32               | 1                | 0  | 0                    | 0                    | 6                    |                      |                      |
| 2003-2004               | Thunder de Brampton     | LNHF (1999-2007)        | 35  | 41               | 23               | 64               | 42               | 5                | 7  | 4                    | 11                   | 8                    |                      |                      |
| 2004-2005               | Thunder de Brampton     | LNHF (1999-2007)        | 33  | 39               | 34               | 73               | 26               | 2                | 2  | 1                    | 3                    | 0                    |                      |                      |
| 2005-2006               | Thunder de Brampton     | LNHF (1999-2007)        | 1   | 0                | 2                | 2                | 0                | 5                | 5  | 2                    | 7                    | 10                   |                      |                      |
| 2006-2007               | Thunder de Brampton     | LNHF (1999-2007)        | 17  | 20               | 18               | 38               | 16               | -                | -  | -                    | -                    | -                    |                      |                      |
| 2007-2008               | Thunder de Brampton     | LCHF                    | 27  | 26               | 32               | 58               | 56               | 5                | 2  | 2                    | 4                    | 6                    |                      |                      |
| 2008-2009               | Thunder de Brampton     | LCHF                    | 28  | 44               | 25               | 69               | 36               | -                | -  | -                    | -                    | -                    |                      |                      |
| 2010-2011               | Thunder de Brampton     | LCHF                    | 27  | 25               | 23               | 48               | 32               | 3                | 0  | 5                    | 5                    | 4                    |                      |                      |
| 2011-2012               | Thunder de Brampton     | LCHF                    | 27  | 21               | 13               | 34               | 28               | 4                | 1  | 0                    | 1                    | 6                    |                      |                      |
| 2012-2013               | Thunder de Brampton     | LCHF                    | 21  | 15               | 12               | 27               | 18               | 3                | 0  | 1                    | 1                    | 4                    |                      |                      |
| 2013-2014               | Canada                  | AMHL                    | 16  | 3                | 1                | 4                | 2                | -                | -  | -                    | -                    | -                    |                      |                      |
| Totaux LNHF (1999-2007) | Totaux LNHF (1999-2007) | Totaux LNHF (1999-2007) | 199 | 221              | 179              | 400              | 233              | 21               | 21 | 13                   | 34                   | 40                   |                      |                      |
| Totaux LCHF             | Totaux LCHF             | Totaux LCHF             | 130 | 131              | 105              | 236              | 170              | 15               | 3  | 8                    | 11                   | 20                   |                      |                      |

### En équipe nationale
| Année | Équipe | Compétition          |   | PJ | B | A  | Pts | Pun | +/-               |  | Résultat |
| 1997  | Canada | Championnat du monde | 5 | 1  | 3 | 4  | 2   |     | Médaille d'or     |  |          |
| 1998  | Canada | Jeux olympiques      | 6 | 1  | 0 | 1  | 6   | +1  | Médaille d'argent |  |          |
| 1999  | Canada | Championnat du monde | 5 | 5  | 6 | 11 | 0   | +7  | Médaille d'or     |  |          |
| 2000  | Canada | Championnat du monde | 5 | 5  | 3 | 8  | 4   | +5  | Médaille d'or     |  |          |
| 2001  | Canada | Championnat du monde | 5 | 2  | 2 | 4  | 6   | +3  | Médaille d'or     |  |          |
| 2002  | Canada | Jeux olympiques      | 5 | 3  | 4 | 7  | 2   | +7  | Médaille d'or     |  |          |
| 2004  | Canada | Championnat du monde | 5 | 7  | 3 | 10 | 2   | +6  | Médaille d'or     |  |          |
| 2005  | Canada | Championnat du monde | 5 | 6  | 2 | 8  | 0   | +7  | Médaille d'argent |  |          |
| 2006  | Canada | Jeux olympiques      | 5 | 3  | 4 | 7  | 0   | +8  | Médaille d'or     |  |          |
| 2007  | Canada | Championnat du monde | 5 | 2  | 1 | 3  | 2   | +3  | Médaille d'or     |  |          |
| 2008  | Canada | Championnat du monde | 5 | 3  | 5 | 8  | 8   | +4  | Médaille d'argent |  |          |
| 2009  | Canada | Championnat du monde | 5 | 1  | 6 | 7  | 2   | +3  | Médaille d'argent |  |          |
| 2010  | Canada | Jeux olympiques      | 5 | 5  | 7 | 12 | 8   | +15 | Médaille d'or     |  |          |
| 2011  | Canada | Championnat du monde | 5 | 3  | 2 | 5  | 2   | +4  | Médaille d'argent |  |          |
| 2012  | Canada | Championnat du monde | 5 | 3  | 6 | 9  | 4   | +7  | Médaille d'or     |  |          |
| 2013  | Canada | Championnat du monde | 5 | 2  | 4 | 6  | 2   | +11 | Médaille d'argent |  |          |
| 2014  | Canada | Jeux olympiques      | 5 | 1  | 2 | 3  | 2   | +5  | Médaille d'or     |  |          |

## Trophées et honneurs personnels
Le 26 juin 2018, elle est admise au Temple de la renommée du hockey  puis en 2019, elle reçoit l'Ordre du hockey au Canada .

### En équipe nationale
- Élue dans l'équipe étoiles des médias pour les championnats du monde 1999 [5].
- Élue dans l'équipe étoiles des médias pour les championnats du monde 2004, ainsi que meilleure attaquante et joueuse avec le plus de buts [5].
- Élue meilleure attaquante pour les championnats du monde 2005 ainsi que joueuse avec le plus de buts [5].
- Nommée dans le tope 3 des joueuses de l'équipe canadienne lors des championnats du monde en 2007.
- Élue dans l'équipe étoiles des médias pour les championnats du monde 2008 et nommée dans le tope 3 des joueuses de l'équipe canadienne.
- Joueuse avec le meilleur plus/minus des Jeux olympiques de 2010.
- Nommée dans le tope 3 des joueuses de l'équipe canadienne lors des championnats du monde en 2013.

### LCHF
- Remporte le Trophée Angela James pour la saison 2008-2009.
- Nommée la meilleure attaquante de la saison 2008-2009.